# Селемлија
Селемлија или Селемли је насеље у Северној Македонији, у крајње јужном делу државе. Селемлија је насеље у оквиру општине Богданци.
Селемлија има велики значај за српску заједницу у Северној Македонији, пошто Срби чине већину у насељу.

## Географија
Селемлија је смештена у крајње јужном делу Северне Македоније, на самој граници са Грчком, која се пружа 1 km јужно од насеља. Од најближег града, Богданаца, село је удаљено 10 км југоисточно, а од Ђевђелије је удаљено 11 км.
Село Селемлија се налази у историјској области Бојмија. Село је положено у долини Вардара, на приближно 150 метара надморске висине. Околина насеља је равничарска и плодно пољопривредно подручје. Атар насеља има површину од 6 km², од чега је 390 хектара обрадиво земљиште, 160 хектара су пашњаци и само 4 хектара су шуме.
Месна клима је измењена континентална са значајним утицајем Егејског мора (жарка лета).

## Историја
Крајем 19. века Селемлија је била насељена Турцима. У Етнографији вилајета Адријанопољ, Монастир и Салоника, штампаној у Цариграду 1878. године, која се односи на мушко становништво 1873. године, Селемлија има 15 домаћинства и 54 житеља муслимана. Према Василу Канчову, у Селемлији је 1900. године живело 250 Турака. Селемлију тридесетих година 20. века, након исељавања Турака, насељавају Срби из околине Лесковца, Врања, Врањске Бање и Криве Феје. Током Другог светског рата, за време бугарске окупације, мештани су морали да се спасавају бежећи на просторе данашње Јужне Србије, да би се након завршетка рата вратили на своја огњишта.

## Становништво
Селемлија је према попису из 2021. године имала 255 становника. Претежна вероисповест месног становништва је православље. Сви мештани славе Ђурђевдан, који је уједно и сеоска слава. По традицији, мештани се окупљају око заједничке трпезе, крај записа старе крушке, која се налази насред насеља.
| Кретање броја становника | Кретање броја становника | Кретање броја становника | Кретање броја становника | Кретање броја становника | Кретање броја становника | Кретање броја становника | Кретање броја становника | Кретање броја становника |
| 1948                     | 1953                     | 1961                     | 1971                     | 1981                     | 1991                     | 1994                     | 2002                     | 2021                     |
| ------------------------ | ------------------------ | ------------------------ | ------------------------ | ------------------------ | ------------------------ | ------------------------ | ------------------------ | ------------------------ |
| 207                      | 161                      | 287                      | 303                      | 321                      | 336                      | 342                      | 327                      | 255                      |

Упоредни преглед националног састава становништва 1961. и 2021. године
| Национални састав према попису из 1961.‍ | Национални састав према попису из 1961.‍ | Национални састав према попису из 1961.‍ | Национални састав према попису из 1961.‍ | Национални састав према попису из 1961.‍ |
| --------------------------------------- | --------------------------------------- | --------------------------------------- | --------------------------------------- | --------------------------------------- |
|                                         |                                         |                                         |                                         |                                         |
| Срби                                    | Срби                                    |                                         | 282                                     | 98,3%                                   |
| Македонци                               | Македонци                               |                                         | 2                                       | 0,7%                                    |
| Албанци                                 | Албанци                                 |                                         | 2                                       | 0,7%                                    |
| Укупно: 287                             |                                         |                                         |                                         |                                         |

| Национални састав према попису из 2021.‍ | Национални састав према попису из 2021.‍ | Национални састав према попису из 2021.‍ | Национални састав према попису из 2021.‍ | Национални састав према попису из 2021.‍ |
| --------------------------------------- | --------------------------------------- | --------------------------------------- | --------------------------------------- | --------------------------------------- |
|                                         |                                         |                                         |                                         |                                         |
| Срби                                    | Срби                                    |                                         | 191                                     | 74,9%                                   |
| Македонци                               | Македонци                               |                                         | 43                                      | 16,9%                                   |
| Укупно: 255                             |                                         |                                         |                                         |                                         |

## Галерија
- Селемлијско језеро
- Ветроелектрана „Богданци” код Селемлије
- Положај насеља Селемлија у општини Богданци